# Mongiardino Ligure
Mongiardino Ligure és un municipi situat al territori de la província d'Alessandria, a la regió del Piemont (Itàlia).
Limita amb els municipis de Cabella Ligure, Carrega Ligure, Isola del Cantone, Roccaforte Ligure, Rocchetta Ligure i Vobbia.
Pertanyen al municipi les frazioni de Borneto, Camere Nuove, Canarie, Casa di Ragione, Casalbusone, Castellaro, Cavanna, Cerendero, Correio, Fubbiano, Ghiare, Gordena, Gorreto, Lago Cerreto, Lago Patrono (seu de l'ajuntament), Maggiolo, Mandirola, Montemanno, Mulino Cascè, Peio, Piansuolo, Prato, Rovello Inferiore, Rovello Superiore, Salata i Vergagni.

## Galeria fotogràfica

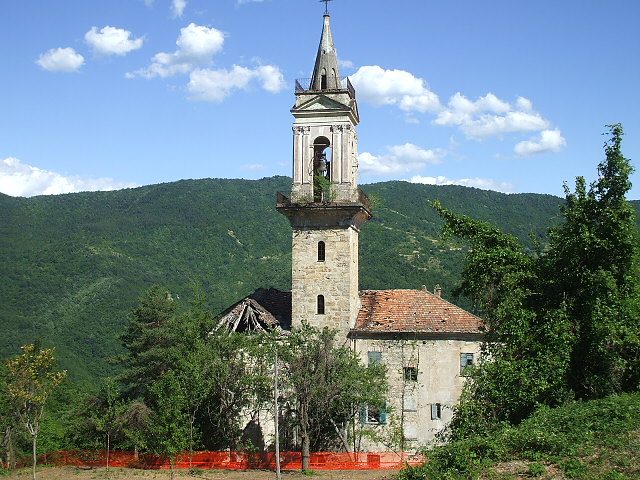
Església de Sant Rufino